# محمد الثالث الشرواني
محمد الثالث كان الشروانشاه من عام 981 إلى عام 991. كان ابن أحمد الشرواني [الإنجليزية] (حكم. 956–981 م).

## الحكم
في عام 981/982، استولى محمد الثالث على مدينة قبالا من حاكمها عبد البر بن عنبسة. وفي عام 982م استولى على بردعة، وجعل موسى بن علي نائبًا له. في عام 983، بُني سور حول مدينة شباران بأمر محمد الرابع. وفي عام 989/990م أصبح سكان مدينة الباب من المؤيدين المتحمسين لمحمد الطوزي، وهو واعظ وصل من جيلان. وسرعان ما استولى الأخير على المدينة بأكملها، وسقط في ازدراء حاكمها ميمون. حاصر أنصار الطوزي قلعة ميمون، مما أجبره على الفرار إلى طبرسران في عام 990/991.
وبعد ذلك، دعا التوزي محمد الثالث للسيطرة على الباب. وذهب إلى المدينة، وأقام فيها بضعة أشهر، وأشرف على إدارتها. وفي النهاية أعاده رجاله إلى شروان بعد إصابته بجرح في رأسه نتيجة ضربة بفأس معركة نفذها بليد، أحد غلمان ميمون، الذي استعاد مدينة الباب فيما بعد. توفي محمد الثالث في تشرين الثاني 991 وخلفه أخوه يزيد [الإنجليزية].

## العملات والثقافة
وقد نُقش على عملة معدنية ضُربت في عهد محمد الثالث في بردعة صورة نسب بن السلار، مما يدل على أن محمد الثالث أراد أن يوضح أنه الوريث الشرعي للملوك الفرس. "سالار" مشتق من سردار، وهو لقب عسكري في عهد الإمبراطورية الساسانية (224-651).